# 姚察
姚 察（よう さつ、533年 - 606年）は、南朝梁から隋にかけての官僚・儒学者・歴史家。字は伯審。本貫は呉興郡武康県。

## 経歴
梁の太医正の姚僧垣と韋氏のあいだの子として生まれた。幼くしてすぐれた品性を持ち、親に仕えて孝行なことで知られた。6歳で『書経』1万言あまりを暗唱することができた。子どもらしい遊びを好まず、学問に精励して、12歳でよく文章を作ることができた。13歳のとき、南朝梁の皇太子の蕭綱に召し出されて宣猷堂での講義を聴き、その内容を批判して儒者に賞賛された。簡文帝（蕭綱）が即位すると、姚察は南海王左常侍を初任とし、司文侍郎を兼ねた。南郡王行参軍に任じられ、尚書駕部郎を兼ねた。
侯景の乱によって建康が荒廃したため、姚察は両親に従って郷里に帰った。ときに三呉の地も兵争のために荒れ、人々は飢えに苦しんでいた。姚察の家は人が多く、山野の菜を採って自給していた。姚察は自らの分を弟や妹たちに分け与え、自分はアカザの葉や豆の葉を食べてしのいでいた。しかし国が乱れているあいだも、学問を探究することはやめなかった。
元帝が荊州で即位すると、姚察は父に従って江陵に赴き、元帝により原郷県令に任じられた。このころ農村の人口の多くは流出していたが、姚察は賦税や労役の負担を軽くし、耕作育種を勧めて、農村の人口を回復させた。
姚察は中書侍郎・領著作の杜之偉と親交が深く、著作の任を補佐して、史書の編纂にあたった。永定元年（557年）、陳の始興王府功曹参軍に任じられた。ほどなく嘉徳殿学士となり、始興王陳伯茂の下で中衛府記室参軍と儀同府記室参軍を歴任した。吏部尚書の徐陵が領著作となると、姚察は再び史書の編纂事業を補佐した。徐陵が官を引退するための上表文を姚察に頼んで製作してもらうと、徐陵は完成した文章を見て「われ及ばざるなり」といって感嘆した。
太建初年、姚察は宣明殿学士に任じられ、散騎侍郎・左通直となった。ほどなく通直散騎常侍を兼ね、北周への使節をつとめた。江南の学者たちは関中で敬慕されており、劉臻がひそかに公館を訪れて『漢書』の疑事十数条について質問すると、姚察はともに分析し、いずれにも書籍の根拠があった。劉臻は「名声は嘘ではなかった」と親しい人に語った。姚察はこのときの旅を『西聘道里記』に著した。
帰国すると、東宮学士に任じられた。このころ建康では江総・顧野王・陸瓊・陸瑜・褚玠・傅縡らが才能と学問を競っていたが、姚察はかれらのあいだでも一目置かれていた。
姚察は尚書祠部侍郎に転じたが、この官は郊廟をつかさどる職であった。むかし魏の王粛が天地を祀るのに宮懸の楽と八佾の舞を設けるよう上奏し、以後はこれを踏襲していた。梁の武帝が礼を簡素化し、いにしえには宮懸の文がなかったことを理由に宮懸の楽を廃止した。陳の宣帝が楽を定めようと、官僚たちに議論させると、衆議は梁の武帝を非とした。ときの碩学や名儒たちもみな同様の考えであったが、姚察は広く経籍を引用し、ひとり衆議に反して梁楽を是としたため、当時の人々を驚かせた。僕射の徐陵が意見を改めて姚察の議論に賛同した。
姚察は宜都王陳叔明の下で宣恵府中録事参軍に任じられ、東宮学士を兼ねた。淮南王陳叔彪の下で仁威府諮議参軍となり、建安王陳叔卿の下で平南府諮議参軍をつとめたが、母の服喪のために職を去った。まもなく戎昭将軍として起用され、南朝梁を扱った歴史書編纂事業にあたるよう命じられた。喪中を理由に固辞したが、許されなかった。後主が即位すると、戎昭将軍・知撰史のまま東宮通事舎人を兼ねた。583年（至徳元年）、中書侍郎に任じられ、太子僕に転じた。
母の喪が明けようとしていた頃、父の姚僧垣が長安で亡くなったとの報が伝わった。後主は中書舎人の司馬申を派遣して弔問し、姚察が礼の規定を超えて哀毀するのを諫めさとした。後主は姚察を忠毅将軍として起用し、東宮通事舎人を兼ねさせた。姚察は喪中を理由に固辞したが、やはり許されなかった。まもなく知著作郎事を命じられた。喪が明けると、給事黄門侍郎に任じられ、著作を領した。
領著作のまま秘書監に任じられた。秘書省で宮中図書の校定をおこない、『中書表集』を編纂して上表した。散騎常侍の位を受けた。禎明2年（588年）、領著作のまま度支尚書となり、ほどなく吏部尚書に転じた。
禎明3年（589年）、隋の韓擒虎の軍が南掖門から建康に入城すると、城内の文武百官たちはみな逃亡したが、姚察は省中に残った。同年（隋の開皇9年）、姚察は関中に入った。秘書丞に任じられ、梁・陳の2朝の歴史書を編纂するよう文帝に命じられた。さらに朱華閣への長参を命じられた。文帝は「姚察の学問と仏道の修行は当今無比なものと聞いている。わたしは陳を平定してただこの人ひとりを得たのみである」と評した。この年、姚察は牛弘・許善心・虞世基らと議論して宮中音楽の制度を定めた。開皇13年（593年）、父の北絳郡公の封を嗣いだ。
姚察はかつて幼年のころ鍾山明慶寺で禅師に菩薩戒を受けた。陳で官途については、禄俸をみな寺の建造のために喜捨した。禅師の追悼のために碑を建てると、その文辞は力強く美しいものであった。たまたま蕭子雲の書をこの寺で見たため、姚察がその感慨を詩に詠むと、その言葉は哀切なものであり、仏教界も俗界もこれを賞賛した。継母の杜氏が死去すると、職を辞して喪に服した。服喪のための庵の上には、白鳩が巣を作った。
仁寿2年（602年）、員外散騎常侍の位を受け、晋王楊昭の侍読をつとめた。たびたび皇太子の楊広の召見を受け、書物をもって訪れた。煬帝（楊広）が即位すると、太子内舎人に任じられた。煬帝が巡幸するたびに、侍従した。衣冠の制度を改め、朝廷の儀式を整えるにあたって、煬帝の側近で諮問に答えられるのは、姚察ひとりだけであった。
大業2年（606年）、東都で死去した。享年は74。著書に『漢書訓纂』30巻・『漢書集解』1巻・『定漢書疑』2巻・『伝国璽』10巻・『文章始』1巻・『続文章始』1巻があり、文集20巻が当時に通行した。
子に姚思廉があり、姚察の準備していた梁・陳の歴史書編纂事業を受け継いで、『梁書』と『陳書』を完成させた。

## 伝記資料
- 『陳書』巻27 列伝第21
- 『南史』巻69 列伝第59